# (3796) Lene
(3796) Lene (1986 XJ) – planetoida z pasa głównego asteroid okrążająca Słońce w ciągu 4,43 lat w średniej odległości 2,7 j.a. Odkrył ją Poul Jensen 6 grudnia 1986 roku.